# 光轴早熟禾
光轴早熟禾（学名：Poa levipes）为禾本科早熟禾属下的一个种。